# Referendo na Coreia do Sul em 1980
Um referendo constitucional foi realizado na Coreia do Sul em 22 de outubro de 1980. As mudanças à constituição foram aprovadas por 91,6% dos eleitores, com uma participação de 95,5%.

## Resultados
| Opção                | Votos      | %    |
| -------------------- | ---------- | ---- |
| A favor              | 17.829.354 | 91,6 |
| Contra               | 1.357.673  | 8,4  |
| Votos nulos/brancos  | 266.899    | -    |
| Total                | 19.453.926 | 100  |
| Fonte: Nohlen et al. |            |      |